# 마리아 히베이루
마리아 히베이루(Maria Ribeiro, 1975년 11월 9일 ~ )는 브라질의 배우이다. 2018 브라질 영화대상 여우주연상 수상자이다.

## 출연 작품
- 저스트 라이크 아워 페어렌츠 (2017)
- BR 716 (2016)
- 비트윈 어스 (2013)
- 엘리트 스쿼드 2 (2010)
- 엘리트 스쿼드 (2007)
- 베이커 거리의 상고 (2001)